# Thelypteris inabonensis
Thelypteris inabonensis är en kärrbräkenväxtart som beskrevs av George Richardson Proctor. Thelypteris inabonensis ingår i släktet Thelypteris och familjen Thelypteridaceae. Inga underarter finns listade.